# Gunungbau
Gunungbau is een bestuurslaag in het regentschap Bangli van de provincie Bali, Indonesië. Gunungbau telt 512 inwoners (volkstelling 2010).